# Некарбишофсхајм
Некарбишофсхајм (њем. Neckarbischofsheim) град је у њемачкој савезној држави Баден-Виртемберг. Једно је од 54 општинска средишта округа Рајн-Некар. Према процјени из 2010. у граду је живјело 3.898 становника. Посједује регионалну шифру (AGS) 8226055.

## Географски и демографски подаци
Некарбишофсхајм се налази у савезној држави Баден-Виртемберг у округу Рајн-Некар. Град се налази на надморској висини од 171 метра. Површина општине износи 26,4 km². У самом граду је, према процјени из 2010. године, живјело 3.898 становника. Просјечна густина становништва износи 148 становника/km².

## Међународна сарадња
| Мјесто    | Држава    | Врста сарадње | Од    |
| --------- | --------- | ------------- | ----- |
| Переславл | Русија    | партнерство   | 1992. |
|           | Француска | партнерство   | 1971. |
| Извор     |           |               |       |